# Oscar Lombardot
Oscar Lombardot (Pontarlier, 23 aprile 2000) è un biatleta francese.

## Biografia
Attivo dalla stagione 2018-2019, Lombardot ha esordito in Coppa del Mondo l'11 dicembre 2020 a Hochfilzen in sprint (81º) e ai successivi Mondiali juniores di Obertilliach 2021 ha vinto la medaglia d'oro nella staffetta, risultato bissato nella rassegna iridata giovanile di Soldier Hollow 2022; ai Mondiali di Oberhof 2023, sua prima presenza iridata, si è classificato 64º nella sprint e 70º nell'individuale e l'11 marzo dello stesso anno ha ottenuto il primo podio in Coppa del Mondo, a Östersund in staffetta (2º). Ha conquistato la prima vittoria in Coppa del Mondo il 9 marzo 2025 a Nové Město na Moravě in staffetta; non ha preso parte a rassegne olimpiche.

## Palmarès

### Mondiali juniores
- 2 medaglie:
  - 2 ori (staffetta a Obertilliach 2021; staffetta a Soldier Hollow 2022)

### Coppa del Mondo
- Miglior piazzamento in classifica generale: 45º nel 2025
- 2 podi (a squadre):
  - 1 vittoria
  - 1 secondo posto

#### Coppa del Mondo - vittorie
| Data         | Località             | Nazione   | Specialità                                                      |
| ------------ | -------------------- | --------- | --------------------------------------------------------------- |
| 9 marzo 2025 | Nové Město na Moravě | Rep. Ceca | RL (con Émilien Claude, Fabien Claude e Quentin Fillon Maillet) |

Legenda:

RL = staffetta